# 蔡勇为
蔡勇为（1911年—1985年），男，直隶（今河北）滦南人，中华人民共和国政治人物，曾任广西壮族自治区水利电力厅厅长，广西壮族自治区人大常委会副主任。